# Okeechobee (jezioro)
Okeechobee (ang. Okeechobee Lake) – jezioro w Ameryce Północnej, na terenie USA, na Półwyspie Floryda, w sąsiedztwie bagien Everglades. Powierzchnia 1890 km², głębokość do 6 m. Największe jezioro Florydy. Jezioro pochodzenia krasowego, połączone kanałami z Oceanem Atlantyckim, odwadniane do Zatoki Meksykańskiej.

## Historia
Nazwa „Okeechobee” pochodzi ze słów Hitchiti „oki” (woda) i „chubi” (duży), czyli „duża woda”. Jest otoczony wałami przeciwpowodziowymi, które zostały przerwane podczas huraganu Okeechobee w 1928 roku.